# Veselíčko (Přerov)
Veselíčko é uma comuna checa localizada na região de Olomouc, distrito de Přerov.